# Campylium hispidulum
Campylium hispidulum là một loài Rêu trong họ Amblystegiaceae. Loài này được (Brid.) Mitt. mô tả khoa học đầu tiên năm 1869.